# Cycas indica
Cycas indica är en kärlväxtart som beskrevs av A. Lindstrom och Kenneth D. Hill. Cycas indica ingår i släktet Cycas, och familjen Cycadaceae. Inga underarter finns listade i Catalogue of Life.